# Hydroptila scolops
Hydroptila scolops är en nattsländeart som beskrevs av Ross 1938. Hydroptila scolops ingår i släktet Hydroptila och familjen smånattsländor. Inga underarter finns listade i Catalogue of Life.